# Momenti d'estasi
Momenti d'estasi per canto e pianoforte was het verplicht werk van de componist André Laporte voor de Koningin Elisabethwedstrijd 2000 (voor zang).

## Geschiedenis
Voor de halve finale van de Koningin Elisabethwedstrijd dient iedere deelnemer een verplicht werk te spelen dat in opdracht van de wedstrijd wordt gecomponeerd. Voor de wedstrijd van 2000 componeerde de Belg André Laporte dit lied. Het is gebaseerd op een tekst uit Il nome della Rosa van Umberto Eco (Milaan, 1980) waarvan een vertaling vooraan in drie talen naast het Italiaans in de partituur is opgenomen (De naam van de roos, 1983).

### Uitgave
Momenti d'estasi per canto e pianoforte werd in 2000 uitgegeven door CeBeDem te Brussel. De partituur kent 12 genummerde pagina's die zijn geniet in een omslag.